# Bjarne Stroustrup
Bjarne Stroustrup, född 30 december 1950 i Århus, Danmark, är en dansk datalog, mest känd för att ha skapat programspråket C++. Han är sedan 2022 professor vid Columbia University.